# Pauli Nevala
Pauli Lauri Nevala (Pohja, 30 november 1940 – 20 juni 2025) was een Finse atleet, die was gespecialiseerd in het speerwerpen. Hij werd olympisch kampioen en viermaal Fins kampioen op deze discipline.
In 1964 liep hij bij een auto-ongeluk een oogbeschadiging op waardoor hij tot augustus dat jaar niet kon trainen. Desondanks won hij op de Olympische Spelen van 1964 in Tokio toch een gouden medaille bij het speerwerpen. Met een beste poging van 82,66 m versloeg hij de Hongaar Gergely Kulcsár (zilver; 82,32) en de Rus Jānis Lūsis (brons; 80,57). Vier jaar later plaatste hij zich niet voor de finale en moest hij met een beste poging van 77,90 m genoegen nemen met een veertiende plaats.
In 1969 maakte hij weer onderdeel uit tot de wereldtop. In 48 wedstrijden wierp hij 41 keer verder dan 80 meter en twintigmaal verder dan 85 meter. In 1970 wierp hij 82 keer verder dan 80 meter, dertigmaal verder dan 85 meter en vijfmaal verder dan 90 meter. Met 92,64 m verbeterde hij dat jaar zijn persoonlijk record en de beste wereldjaarprestatie.
Na een schouderblessure moest hij een punt zette achter zijn sportieve loopbaan en werd trainer van sprinter Antti Rajamäki. In zijn actieve tijd was hij aangesloten bij Teuvan Rivakka. Hij was werkzaam als district sportbeambte voor de jeugd van Teuva.
Nevala overleed op 20 juni 2025 op 84-jarige leeftijd.

## Titels
- Olympisch kampioen speerwerpen - 1964
- Fins kampioen speerwerpen - 1961, 1962, 1963, 1967

## Persoonlijk record
| Onderdeel   | Prestatie | Datum            | Plaats   |
| ----------- | --------- | ---------------- | -------- |
| speerwerpen | 92,64     | 6 september 1970 | Helsinki |

## Palmares

### Speerwerpen
- 1961:  Nordic kampioenschappen - 77,57 m
- 1963:  Nordic kampioenschappen - 78,92 m
- 1964:  Olympische Spelen van Tokio - 82,66 m
- 1968: 14e Olympische Spelen van Mexico-Stad - 77,90 m

## Wereldranglijst
- 1961: 2e 84,23 m
- 1962: 8e 80,80 m
- 1963: 1e 86,33 m
- 1964: 6e 82,66 m
- 1966: 9e 82,72 m
- 1967: 6e 84,54 m
- 1968: 9e 84,92 m
- 1969: 3e 91,40 m
- 1970: 1e 92,64 m

1908: Eric Lemming ·
1912: Eric Lemming ·
1920: Jonni Myyrä ·
1924: Jonni Myyrä ·
1928: Erik Lundqvist ·
1932: Matti Järvinen ·
1936: Gerhard Stöck ·
1948: Tapio Rautavaara ·
1952: Cyrus Young ·
1956: Egil Danielsen ·
1960: Viktor Tsyboelenko ·
1964: Pauli Nevala ·
1968: Jānis Lūsis ·
1972: Klaus Wolfermann ·
1976: Miklós Németh ·
1980: Dainis Kūla ·
1984: Arto Härkönen ·
1988: Tapio Korjus ·
1992: Jan Železný ·
1996: Jan Železný ·
2000: Jan Železný ·
2004: Andreas Thorkildsen ·
2008: Andreas Thorkildsen ·
2012: Keshorn Walcott ·
2016: Thomas Röhler ·
2020: Neeraj Chopra ·
2024: Arshad Nadeem